# Luca Ghini
Luca Ghini (Croara di Casalfiumanese, 1490 – Bologna, 4 maggio 1556) è stato un medico, botanico e farmacologo italiano; fu il primo creatore al mondo di un orto botanico ad uso universitario. Fu inoltre il primo a sperimentare l'essiccazione delle piante al fine di utilizzarle nell'attività didattica.

## Biografia
Nato sulle colline dell'Appennino imolese in una famiglia della piccola nobiltà romagnola, si laurea in filosofia e medicina nel 1527 all'Università di Bologna. Successivamente alterna l'esercizio della professione medica all'insegnamento della medicina e delle piante medicinali nell'Ateneo bolognese.
Nel 1543, su invito del Granduca Cosimo I de' Medici che lo assume anche come medico personale, si trasferisce all'Università di Pisa, ove ottiene la cattedra di Botanica. Qui fonda l'«Orto dei semplici», il primo orto botanico universitario del mondo (del giardino originario ispirato agli orti officinali conventuali, non rimangono più tracce).
Nel dicembre del 1545 fonda quindi l'Orto botanico di Firenze. Sono, assieme a quello di Padova, i primi orti botanici universitari del mondo, utilizzati come sussidio didattico e per la ricerca.
Ghini è tra i primi botanici ad utilizzare il metodo di conservazione e catalogazione delle piante degli erbari mediante essiccazione, ottenuta sottoponendo a forte pressione i reperti tra fogli di carta; affiancandogli nell'attività didattica le illustrazioni dal vero delle specie botaniche, questo metodo si diffuse rapidamente tra i botanici e nelle università di tutto il mondo occidentale, con la possibilità per gli studiosi di verificare l'identità delle piante, provenienti da regioni anche molto lontane.
Uomo di vastissima cultura, studiò le piante secondo il metodo dell'osservazione diretta, introducendo innovazioni determinanti, che affrancarono lo studio della botanica dalle limitazioni imposte dalla sola lettura dei testi antichi, e separando nettamente la botanica dalla medicina.
Nel 1555 torna a Bologna, come lettore di medicina ordinaria all'università, dove muore nel 1556.
Tutte le opere di Ghini, gli erbari e i disegni sono andati perduti, ci rimane solo quanto riportato da alcuni suoi allievi come il Maranta, l'Anguillara, Andrea Cesalpino, ma soprattutto Ulisse Aldrovandi (1522-1605), fondatore dell'Orto botanico di Bologna, che ci ha lasciato gli appunti delle lezioni del Ghini.

## Intitolazioni
L'Istituto tecnico agrario e chimico di Imola è intitolato a Luca Ghini (insieme al geologo Giuseppe Scarabelli).